# Талызин, Матвей Иванович (педагог)
Матвей Иванович Талызин (1784—1855) — русский педагог и философ

, профессор Главного педагогического института, составитель нескольких учебников; статский советник.

## Биография
Родился 7 (18) ноября 1784 года в семье сельского священника в Тверской губернии. Первые уроки получил от своего деда, бывшего настоятелем Антониевского Краснохолмского монастыря. Учился в Тверской духовной семинарии. В 1804 году начал учиться в Петербургском педагогическом институте, куда начальство семинарии определило его, даже несмотря на то, что он был только в философском классе семинарии. По окончании полного курса в Педагогическом институте в 1808 году Tалызин, как один из лучших студентов института, «для дальнейшего усовершенствования приобретенных им знаний», был предназначен к учёбе за границей, но смерть отца помешала ему отправиться туда, и он был вынужден просить о скорейшем своем определении на службу, чтобы иметь возможность материально помогать семье; 4 декабря 1808 года он был назначен учителем российской риторики в Первый кадетский корпус, где впоследствии преподавал также логику и одно время русскую историю. 
С июня 1809 года он преподавал русскую словесность в Главном инженерном училище, Горном кадетском и Пажеском корпусах. Вступление в марте 1829 года в должность инспектора Главного Педагогического института вынудила М. И. Талызина оставить преподавание в Горном и Первом корпусах. С 30 июля 1829 года М. И. Талызин был утвержден в звании ординарного профессора российской словесности Педагогического института. 
В феврале 1831 года Талызин вновь занял место преподавателя российской словесности в первых классах Пажеского корпуса, а год спустя по состоянию здоровья отказался должности профессора и инспектора Главного Педагогического института. С 25 сентября 1832 года — статский советник. Затем стал преподавать российскую словесность в Школе гвардейских подпрапорщиков и кавалерийских юнкеров (с 1 октября 1832 по 15 января 1834) и Павловском кадетском корпусе (с 1 ноября 1832). В 1843 году по состоянию здоровья вышел в отставку.
По отзыву своих слушателей, Талызин «знал свой предмет в совершенстве, что в связи с отличным даром слова, любовью к истине и прекрасному, беспристрастием и истинной любовью к юношеству — заставляло любить его всех воспитанников заведений, в которых он преподавал». Основательно изучив древнюю и новую философию, Tалызин навсегда остался православным христианином, и чтения его проникнуты были христианской философией. Часто свои уроки он замещал чтением произведений любимых своих писателей Жуковского и Карамзина, причём, разбирая какое-нибудь произведение, он имел в виду нравственное воспитание своих слушателей, почему и читал такие произведения, в которых человеческая душа выставлялась только с лучших сторон. 
Долголетняя служба в ведомстве военно-учебных заведений принесла М. И. Талызину благоволение начальников этих заведений, — великих князей Константина и Михаила Павловичей. Кроме того, он пользовался дружбой Державина, Карамзина, Жуковского, Крылова, Гнедича и других писателей, а также воспитателя императора Александра II, генерал-адъютанта К. К. Мердера, бывшего искреннейшим другом Талызина во всю его жизнь. Чуждый, по словам современника, «лести и искательства» Tалызин был неутомимым деятелем на поприще общественного образования. 
Умер 20 мая (1 июня) 1855 года в Санкт-Петербурге. Похоронен с женой на Смоленском православном кладбище.